# David Ben Gurion
David Ben Gurion (in ebraico דוד בן־גוריון ; Płońsk, 16 ottobre 1886 – Sde Boker, 1º dicembre 1973) è stato un politico, giornalista e sindacalista polacco naturalizzato israeliano, fondatore di Israele e prima persona a ricoprire l'incarico di primo ministro del suo paese.
Fiero sionista, fu il leader dell'Organizzazione sionista mondiale nel 1946. Capo dell'Agenzia ebraica, divenne leader di fatto della comunità ebraica di Palestina (Yishuv): da questa posizione condusse la lotta del movimento sionista nel Mandato britannico della Palestina volta alla fondazione di uno stato ebraico indipendente. Il 14 maggio 1948 proclamò ufficialmente la nascita dello Stato d'Israele e fu il primo firmatario della dichiarazione d'indipendenza israeliana, che contribuì anche a stendere.
Leader militare durante la guerra arabo-israeliana del 1948, Ben Gurion unì le diverse milizie ebraiche costituendo le Forze di difesa israeliane. Per l'opera che ha contraddistinto l'intera sua esistenza, è ricordato come “padre fondatore d'Israele”. Dopo la guerra Ben Gurion ricoprì la carica di primo ministro, fornendo un prezioso contributo nella creazione delle istituzioni statali israeliane. Inoltre favorì il ritorno in Israele di molti ebrei della diaspora (Aliyah). Nelle relazioni internazionali, uno dei suoi maggiori successi riguarda i rapporti diplomatici con la Germania Ovest. Ben Gurion collaborò ottimamente con il cancelliere Konrad Adenauer. La Germania Federale fornì ingenti finanziamenti in compensazione delle persecuzioni della Germania nazista contro gli ebrei (Olocausto).

## Biografia

### Infanzia e giovinezza

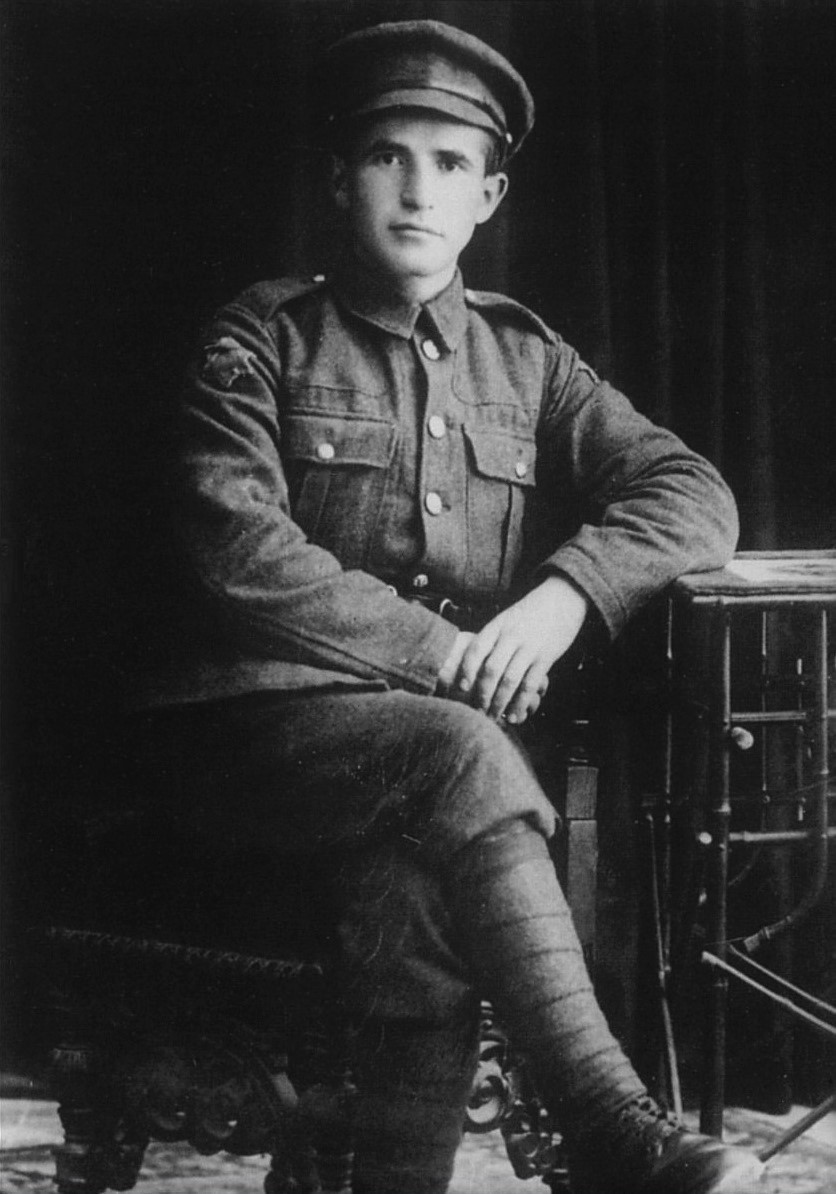
David Ben Gurion volontario nella Legione Ebraica nel 1918

David Grün nacque a Płońsk, piccolo centro industriale polacco facente parte all'epoca della Polonia sotto il dominio russo (Polonia del Congresso). Il padre, Avigdor Grün, avvocato, era un leader del movimento «Amanti di Sion» (Hovevei Zion). Ricevette la prima istruzione scolastica in un heder, scuola elementare retta da personale ebreo osservante.
David perse la madre, Scheindel Broitman, all'età di soli 11 anni. Successivamente fu iscritto dal padre nella scuola da lui fondata. Il padre, oltre ad insegnargli la lingua ebraica, gli trasmise le proprie convinzioni sioniste e socialiste, nonché la sua passione per la cosa pubblica. L'Europa orientale di fine Ottocento non era più un luogo sicuro per gli ebrei: lo dimostrò il pogrom di Chișinău del 1903.
Per questo David, nonostante la giovane età, fondò insieme ad un gruppo di amici un movimento ebraico, "Ezra", con lo scopo di preparare i giovani sionisti che volevano emigrare in Palestina. Venivano loro insegnati i lavori agricoli e la lingua ebraica.
Nel 1904, all'età di diciott'anni, s'iscrisse all'Università di Varsavia. L'anno seguente aderì a un partito sionista socialista di nome «Po'alei Sion» (“Lavoratori sionisti”). Deciso oppositore dello zarismo, durante la rivoluzione del 1905 fu arrestato due volte. Nel 1906 si recò per la prima volta nella Terra santa, all'epoca sotto il dominio ottomano, realizzando l'ideale, caro ad ogni ebreo, del ritorno in patria (Seconda Aliyah, detta anche “immigrazione sionista”). A quel tempo la popolazione ebraica in Palestina ammontava a circa 85.000 unità; ben 40.000 di essi erano cittadini russi, come Grün. Lavorò come operaio agricolo nelle aziende fondate durante gli anni ottanta del XIX secolo dagli ebrei sionisti di prima immigrazione. Nei primi due anni di permanenza si dedicò anche alla politica. Assunse un ruolo dirigenziale nella sezione locale di «Po'alei Sion».
Nel 1909, dopo aver svolto per un anno il lavoro di guardiano (lavorò nell'insediamento ebraico di Sejera), entrò a far parte di un gruppo di volontari armati denominato HaShomer: essi facevano i guardiani in diversi villaggi di agricoltori ebrei. Dal 1910 scrisse commenti ed editoriali sul giornale di partito, con sede a Gerusalemme. Adottò il cognome ebraico Ben Gurion (che significa «figlio del leone») in onore di Yōsēf ben Gorion, un antico ebreo che combatté contro i Romani nella rivolta dei giudei descritta da Flavio Giuseppe nella Guerra giudaica.
Nel novembre del 1911 decise di trasferirsi in Grecia. Si recò a Salonicco, che all'epoca era la città greca nel territorio dell'Impero ottomano (fino al 1912) con la più fiorente comunità ebraica. Qui Ben Gurion iniziò a studiare la lingua turca, avendo in animo di frequentare una facoltà universitaria turca. L'anno seguente, infatti, si stabilì a Costantinopoli, capitale dell'impero ottomano, dove s'iscrisse alla Facoltà di giurisprudenza dell'Università di Istanbul insieme all'amico Yitzhak Ben Zvi. David si formò la convinzione che il destino di Israele sarebbe stato legato a quello dell'impero ottomano. Cercò pertanto di allacciare relazioni con la futura classe dirigente ottomana, ritenendo che ciò potesse favorire il progetto sionista.

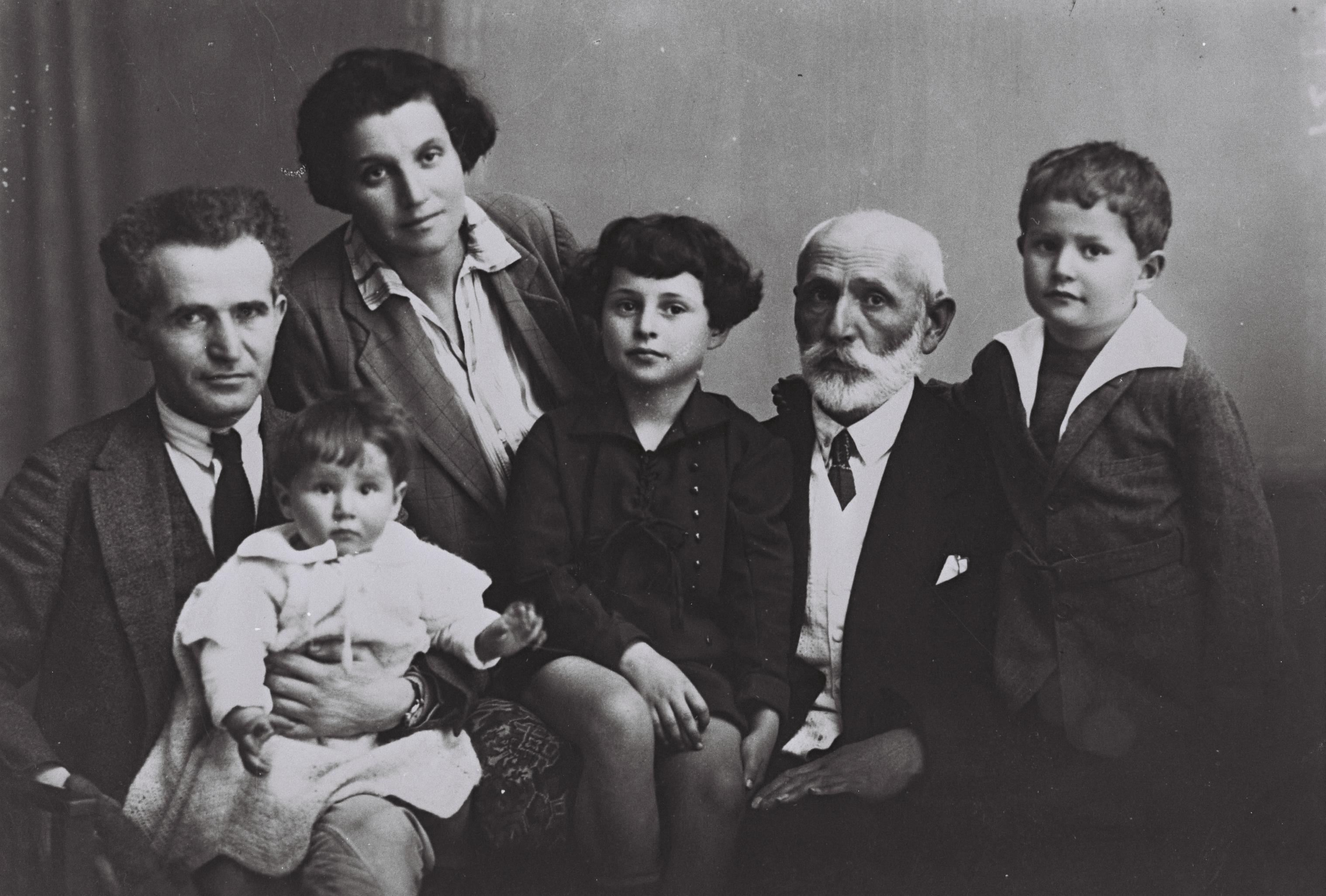
David Ben Gurion insieme alla sua famiglia

Nel 1914, quando scoppiò la prima guerra mondiale, Ben Gurion viveva a Gerusalemme. Con l'amico Ben Zvi formò un gruppo armato di quaranta soldati e si mise a disposizione dell'esercito ottomano. Ma nel marzo 1915 il Sultano dichiarò guerra all'impero russo. Ben Gurion fu considerato alla stregua di un cittadino appartenente al Paese nemico. Per lui, come per altri 30.000 ebrei residenti in Palestina, si aprì la via dell'esilio. Decise di trasferirsi negli Stati Uniti, dove rimase fino alla fine della guerra.
Nei primi tempi continuò a sostenere l'impero ottomano contro gli alleati occidentali (soprattutto Francia e Regno Unito). Ma l'evoluzione della guerra, l'ingresso nel conflitto degli Stati Uniti (contro gli ottomani) e la presa di posizione di Londra a favore del sionismo (dichiarazione Balfour) lo persuasero a riconsiderare le proprie posizioni.
Nel 1917 si sposò negli Stati Uniti con Paula; poi si arruolò con le milizie ebree facenti parte dell'esercito britannico in Medio Oriente. Nel 1918 sbarcò in Terra Santa, come soldato del 39º battaglione fucilieri, formazione poi diventata nota come “Legione Ebraica”.

### Vita nella Palestina mandataria
Nel 1919 Ben Gurion partecipò alla fondazione di Akhdut Ha'avoda («L'unione del lavoro»), partito sionista di matrice marxista che sostituì Poale sion. Si collocò all'ala destra (riformista) del partito. L'ala sinistra, denominata «il gruppo di Rostov», venne progressivamente marginalizzata.
Nel 1921 Ben Gurion fu eletto segretario della Histadrut («Associazione generale dei lavoratori di Eretz Yisrael»). Il sindacato, fondato l'anno precedente, raggruppava soprattutto i militanti sionisti di sinistra, riunendo diverse fazioni. La direzione di Ben Gurion fu improntata all'efficienza, senza scadere nell'autoritarismo. In questo periodo sostenne Chaim Weizmann come presidente dell'Organizzazione sionista mondiale. Weizmann era un liberale del partito dei Sionisti generali (destra moderata). Lo slogan di Ben Gurion «dalla classe al popolo» illustra bene quali fossero le sue priorità. Ebbe a dichiarare:
« Né il regime socialista né il comune potranno mai avere alcun interesse per noi se chi li guida non è un lavoratore ebreo. Non siamo venuti qui per organizzare nessuno e non siamo qui per diffondere l'idea socialista verso chiunque. Noi siamo qui per costruire una patria lavorando per il popolo ebraico. »
Nel 1930 Ben Gurion svolse un ruolo decisivo nella fusione di Akhdut Ha'avoda con Hapoel Hatzaïr, l'altro grande partito sionista di sinistra. Nacque Mapai, che diventerà il partito egemone della sinistra sionista per diversi decenni.

### Presidente dell'Agenzia Ebraica (1935)
Dopo l'assassinio, il 16 giugno 1933, di Haim Arlozoroff, capo del dipartimento politico dell'Agenzia ebraica, Ben Gurion vide la propria influenza aumentare ulteriormente. Nel 1935 divenne presidente dell'organizzazione. Lasciò pertanto la carica che occupava nel sindacato Histadrout. Divenne pertanto il principale dirigente della comunità ebraica di Palestina (Yishuv) sionista. Allo stesso tempo mantenne l'alleanza con i liberali di Weizmann, che restò saldamente presidente dell'OSM.
Per quanto riguarda i rapporti con il Partito revisionista di Vladimir Žabotinskij, le relazioni erano più complesse. Il partito di Jabotinsky era accusato di essere stato il mandante dell'omicidio di Arlozoroff; inoltre l'ala destra del partito non nascondeva le proprie simpatie per il fascismo. Inizialmente Ben Gurion trattò Jabotinsky come «Vladimir Hitler», ma poi si rese conto del fatto che l'astio non giovava alla causa sionista. Tentò quindi di avvicinarsi ai revisionisti, ma la bozza di accordo politico da lui proposta venne respinta da un referendum interno a Histadrut.
Alla fine del 1935 gli arabi scatenarono una rivolta contro la dominazione britannica in Palestina, che si protrasse fino al 1939. Gli arabi rifiutavano la fondazione di uno stato ebraico (uno degli obiettivi del mandato britannico nella regione).
La rivolta ebbe una conseguenza imprevista: la reazione degli ebrei. Si sviluppò e si rafforzò un'organizzazione armata clandestina, Haganah. Formata nel 1920 dietro impulso di Jabotinsky, era passata poco tempo dopo sotto il controllo di Histadrut. Nel 1931 passò sotto la direzione dell'Agenzia ebraica (in altre parole sotto la direzione di Ben Gurion).
Nel 1937 Ben Gurion si dichiarò favorevole al piano di spartizione della Palestina mandataria (commissione Peel). Il piano non fu approvato, sia perché altri partiti sionisti si misero contro Ben Gurion, sia per la decisa opposizione dei nazionalisti arabi. Ma la reazione di Ben Gurion fu rivelatrice del suo pragmatismo.
La nuova rivolta araba (1936-1939) portò i britannici a limitare l'immigrazione ebraica. Dal 1939 poterono entrare nella Palestina mandataria solamente 75.000 ebrei all'anno (Libro bianco della Palestina mandataria). Ben Gurion si pose alla testa della risoluta opposizione di Yishuv a tale provvedimento restrittivo.
Nel 1942 l'Organizzazione sionista mondiale si riunì a congresso (Baltimora, negli Stati Uniti). Le assise partorirono la decisione di rivendicare uno stato ebraico su tutta la Palestina mandataria, implicando la chiusura del mandato stesso.
Ciò non impedì ai nazionalisti ebrei di impegnarsi in un deciso sostegno al Regno Unito contro la Germania nazista. Alcuni membri di Yishuv, in particolare dell'organizzazione armata clandestina Haganah, si arruolarono nella «Brigata ebraica», formazione posta sotto il comando britannico (combatté anche in Italia). Ben Gurion dichiarò: «Aiuteremo i britannici in guerra come se il Libro bianco non ci fosse. Lotteremo contro il Libro bianco come se la guerra non ci fosse». 
Nel 1942 le forze armate britanniche in Palestina erano effettivamente minacciate dalle truppe di Rommel e l'invasione della Wehrmacht in Medio Oriente avrebbe significato con tutta probabilità la fine di Yishuv.

### La radicalizzazione dell'opposizione (1945-1947)
A partire dal 1945, centinaia di migliaia di sopravvissuti alla Shoah chiesero di andare a vivere in Palestina, ma i britannici non lo consentirono. Ciò provocò da parte di Ben Gurion (e quindi dell'Agenzia ebraica e dell'Haganah) un riorientamento della sua politica nei confronti di Londra, che divenne aspramente di opposizione al mandato britannico. L'Haganah partecipò ad azioni di sabotaggio nei confronti dei britannici. Ben Gurion stesso organizzò scioperi e sabotaggi, rafforzando nel contempo Haganah attraverso l'acquisto di nuove armi.
Parallelamente, Ben Gurion e l'Haganah organizzarono l'ingresso clandestino di ebrei in Palestina (Aliyah Beth). Decine di migliaia di rifugiati riuscirono ad entrare nel paese, ma altre decine di migliaia furono fermati dai britannici e rinchiusi nei campi di detenzione di Cipro o nella Germania occupata. Tali fatti provocarono una forte sensazione in tutto il mondo e furono all'origine del tentativo, da parte di centinaia di ebrei, di raggiungere Israele autonomamente su una nave mercantile (Exodus).
Nel 1947 i britannici, che non riuscivano più a gestire la situazione, decisero di cedere il mandato all'Organizzazione delle Nazioni Unite (ONU, nata due anni prima). L'ONU decise di spartire il Paese tra arabi ed ebrei.

### La creazione dello Stato d'Israele (1947-48)

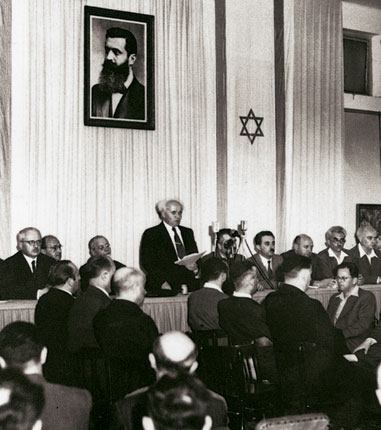
David Ben Gurion proclama l'indipendenza sotto un grande ritratto di Theodor Herzl, fondatore del moderno Sionismo

La maggioranza assoluta degli arabi rifiutò di accettare la spartizione. Nel novembre 1947 si ebbe una nuova recrudescenza della guerra civile tra arabi ed ebrei. I soldati britannici si astennero dall'intervenire, finché il 15 maggio 1948 lasciarono il Paese.
Dalle azioni politiche condotte da Ben Gurion nel biennio 1948-49 si può dedurre la seguente linea di condotta:
- Creare una forza armata unica ed eliminare le milizie politicizzate;
- Raggiungere un compromesso con gli ebrei ultra-ortodossi, che cessarono di opporsi all'idea di uno Stato ebraico;
- Preservare la fragile indipendenza del nuovo Stato ed allargare le sue frontiere;
- Fare in modo che nel nuovo Stato la componente maggioritaria fosse quella ebraica.

#### L'esercito unitario
Ben Gurion era il capo delle forze militari di Yishuv. Nel maggio del 1948 riunificò le principali forze di difesa ebraiche, l'Haganah (che comprendeva al suo interno l'unità di élite Palmach), l'Irgun ed il Lehi e fondò Tsahal. Entro la fine dell'anno sciolse l'Irgun e il Palmach accusandoli di slealtà.

#### I rapporti con gli ultra-ortodossi
Una divergenza significativa opponeva storicamente sionisti ed ebrei ultra-ortodossi (haredi). Questi ultimi non accettavano l'idea di uno Stato ebraico laico imposto da laici ancora prima della venuta del Messia. Ben Gurion, che non voleva un'opposizione confessionale all'esistenza dello Stato, negoziò un compromesso. Significativo è l'accordo raggiunto nel 1947 con Agudat Yisrael, un partito confessionale non sionista. In base all'accordo, il partito si impegnò a non opporsi alla creazione dello Stato ebraico. In cambio ottenne una dichiarazione scritta (conosciuta come lettera dello status quo) firmata da tutti i leader sionisti (di sinistra, sionisti generali e sionisti religiosi) che s'impegnavano a:
- osservare ufficialmente come festività pubblica lo Shabbat;
- riservare ai tribunali rabbinici la disciplina dello status personale degli ebrei osservanti (in particolare, matrimoni e divorzi);
- concedere piena autonomia per quanto riguardava l'insegnamento religioso.

Uno degli effetti maggiori che ebbe il compromesso fu che il futuro stato nascerà senza una costituzione (istituzione presente in tutti gli stati nati dopo l'Illuminismo).
Quando Ben Gurion fu al governo, lo Stato esonerò gli ebrei osservanti dal servizio militare (1950). La lettera dello status quo e l'esenzione dal servizio militare sono ancora oggi la base dell'attuale politica israeliana nei confronti degli ebrei osservanti.
Sua fu anche la proposta, rifiutata, di revocare la scomunica a Spinoza, rivolta all'inizio degli anni cinquanta al settore di ebraismo ortodosso che ancora la riconosceva.

#### L'espansione delle frontiere
Il 14 maggio 1948 (il giorno prima della partenza dei britannici, allo scopo di rispettare il riposo dello Shabbat), David Ben Gurion lesse, a nome del governo provvisorio, la Dichiarazione d'indipendenza dello Stato d'Israele. Nelle ore successive, nell'imminenza dell'attacco da parte degli Stati arabi, Ben Gurion annotò nel suo diario: «Nel paese si festeggia, la gioia è profonda, e ancora una volta io solo sono triste in mezzo a tanta gente allegra».
Le frontiere stabilite dall'ONU erano state accettate senza entusiasmo. La guerra, che terminò realmente solo nel marzo 1949, permise di allargare il territorio del nuovo Stato dal 55% originario al 73% della Palestina. La popolazione araba lasciò in massa il nuovo Stato. Israele affermò che gli arabi fuoriuscirono di propria iniziativa; gli arabi risposero che furono cacciati.

### Il lungo premierato (1948-1963)
Fatta eccezione per una pausa di due anni tra il 1954 e il 1955, Ben Gurion ricoprì la carica di primo ministro, ufficiosamente dal 14 maggio 1948 e ufficialmente dal 25 febbraio 1949 al 26 giugno 1963. Il suo è stato il premierato più lungo della storia dello Stato d'Israele nel XX secolo. Inoltre fu per 21 anni il leader del Mapai.

#### Dal 1948 al 1955

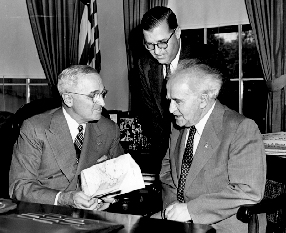
Incontro del presidente degli Stati Uniti Harry Truman l'8 maggio 1951 con David Ben Gurion e Abba Eban

Nei primi anni di vita del nuovo Stato l'afflusso di ebrei fu notevole: in pochi anni la popolazione raddoppiò, toccando 1,3 milioni di persone. Ben Gurion stesso promosse una politica di massiccia immigrazione. Circa la metà dei nuovi arrivi era costituita da sopravvissuti della Shoah. L'altra metà era rappresentata da ebrei sefarditi, cioè provenienti dai paesi arabi: ciò rappresentava una novità per una Yishuv formata, fino ad allora, per l'80% di ashkenaziti di origine europea. La loro integrazione fu difficile, per diversi fattori (si consideri ad esempio la loro bassa scolarità). Per Ben Gurion questo insuccesso gli si ritorcerà contro: negli anni settanta i sefarditi rimprovereranno il governo di non averli aiutati e indirizzeranno i loro voti ai partiti di destra.
L'altro grande tema di questo periodo fu la politica di difesa. Ben Gurion tenne per sé le deleghe del ministero della Difesa. I punti principali della sua politica furono:
- Il rifiuto di riconoscere le frontiere postbelliche, cioè le linee armistiziali del 1949. Ben Gurion rifiutò di considerarle le frontiere definitive dello Stato, riservandosi di effettuare, in futuro, altre rivendicazioni (come poi avverrà nel 1967);
- L'alleanza con l'Occidente: il partner principale di Israele furono gli Stati Uniti d'America. Tra il 1948 e il 1952 l'aiuto economico statunitense fu essenziale per la sopravvivenza dello Stato d'Israele.[6] In Europa Israele strinse relazioni speciali con la Francia (che diventarono decisive quando, negli anni cinquanta, il presidente statunitense Eisenhower raffreddò le relazioni con Israele);
- Il lancio di un programma nucleare, che condurrà alla centrale nucleare di Dimona.[7]

Nel 1953 gli Stati Uniti d'America iniziarono a garantire prestiti a Israele e la Germania ovest promise i tanto attesi risarcimenti. Finì lo stato di emergenza che durava dal 1939. Alla fine dell'anno Ben Gurion annunciò l'intenzione di ritirarsi dal governo (7 dicembre 1953). Lasciò la carica di primo ministro a Moshe Sharett e designò come ministro della Difesa Pinhas Lavon (1904-1976). Il nuovo capo di stato maggiore dell'esercito fu Moshe Dayan. A questo proposito è molto significativo un suo scritto che recita: «È chiaro che i fondatori e i costruttori dello Stato d'Israele non sono stati gli uomini politici, ma gli immigrati che hanno ricostruito il Paese con il sudore della fronte».
L'ex primo ministro prese casa a Tel Aviv. Poi decise di trasferirsi nel kibbutz Sde Boker, nel deserto del Negev. Qui condusse una vita da agricoltore, anche se non abbandonò del tutto gli impegni governativi. La sua vita era semplice e regolare: dedicava quattro ore al giorno al lavoro e il resto del tempo alla lettura e alla scrittura. Ogni giorno faceva una camminata di quattro chilometri nel deserto. Gli israeliani, però, consideravano l'esilio del fondatore difficile da accettare e lo inondarono di migliaia di lettere, pregandolo di ritornare nell'agone politico.

#### Dal 1955 al 1963

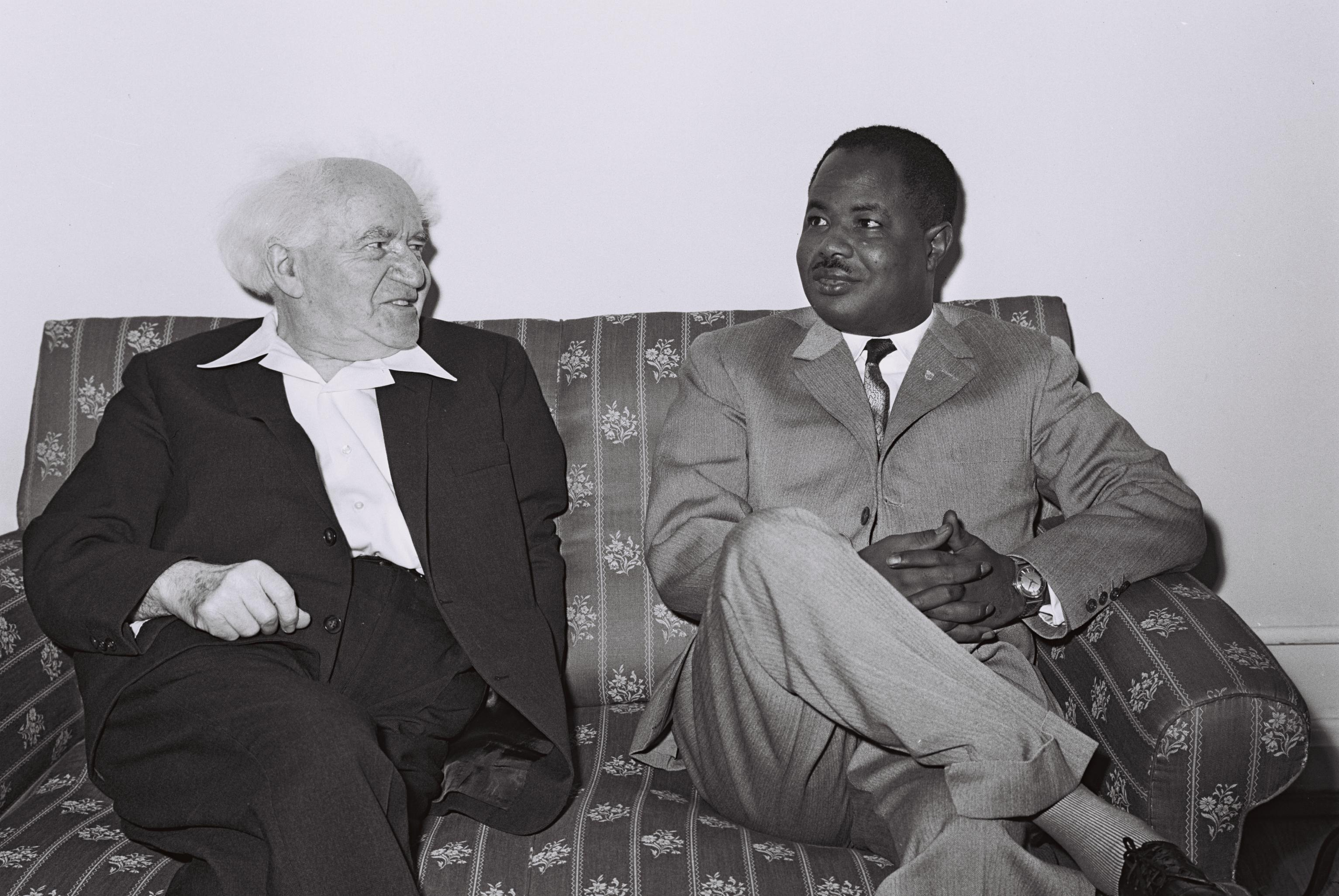
David Ben Gurion insieme al presidente del Camerun Ahmadou Ahidjo

Ben Gurion ritornò al potere nel 1955. Dopo aver vinto le elezioni, presentò il suo nuovo governo il 2 novembre 1955.
Nel 1956 decise l'intervento israeliano nella crisi di Suez contro l'Egitto, in risposta alla minaccia egiziana di distruggere Israele e al blocco egiziano contro il porto israeliano di Eilat. La guerra fu un successo militare: Tsahal occupò la penisola del Sinai. Ben Gurion pensava di conservarla, ma gli alleati europei (Francia e Gran Bretagna) si opposero fermamente. Sotto la pressione degli Stati Uniti, venne restituita all'Egitto all'inizio del 1957 in cambio di un allentamento delle misure di sicurezza e la revoca del blocco di Eilat. Questo periodo durò dieci anni, fino alla guerra dei Sei giorni (1967).
Tra i Paesi dello scacchiere mediorientale, l'unico con cui Israele riuscì ad allacciare stabili relazioni fu la Turchia. Nel 1958 Ben Gurion compì una visita segreta ad Ankara, invitato dal premier turco dell'epoca, Adnan Menderes. Dall'incontro nacque un accordo di cooperazione economica e militare tra i due Paesi.

### Gli ultimi anni (1963-1973)

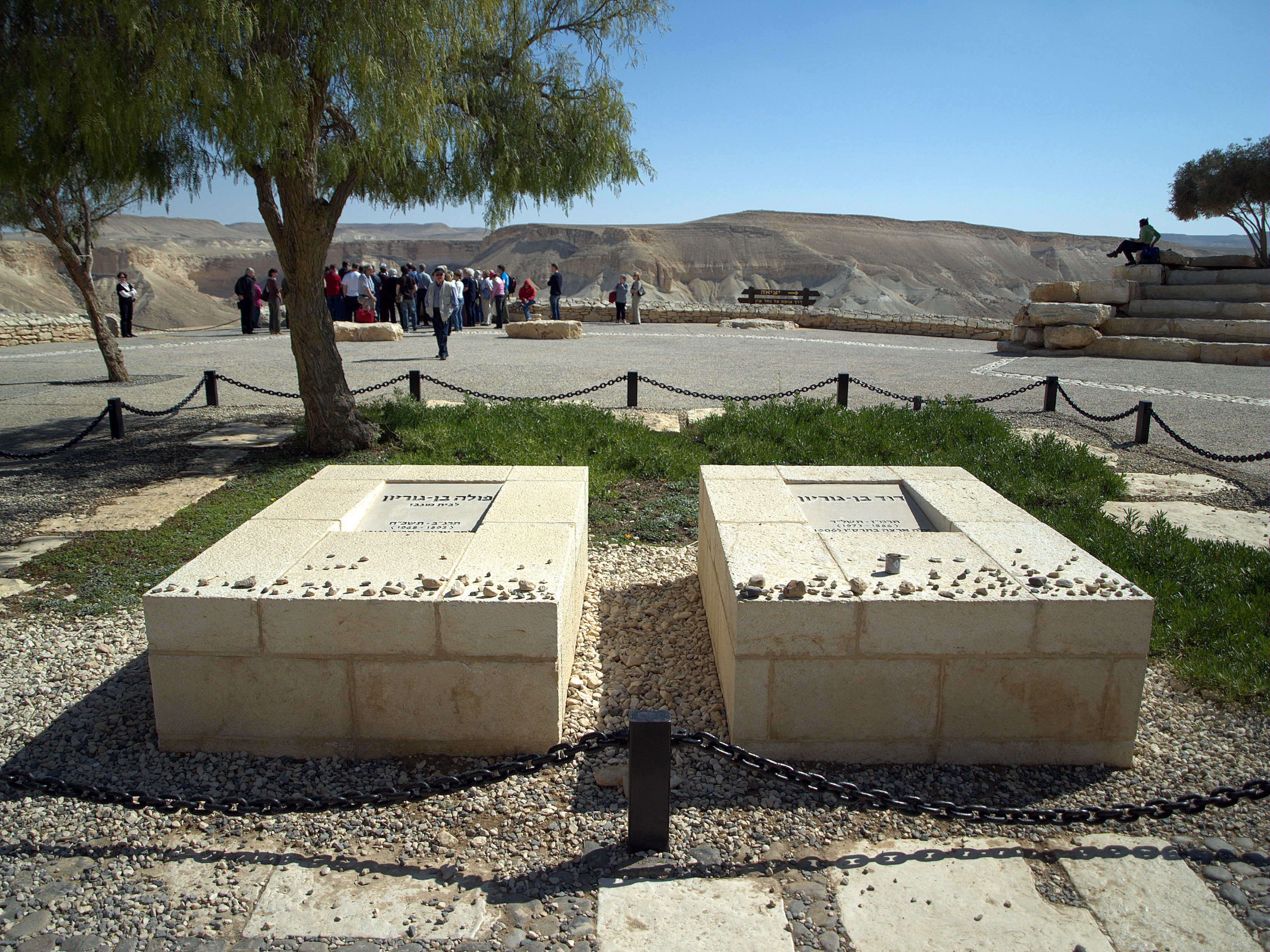
Tomba di Paula e David (quella a destra nella foto) Ben Gurion nel kibbutz di Sde Boker, nel deserto del Negev

Nel 1963 Ben Gurion lasciò il suo partito, implicato nell'Affare Lavon, e si dimise da primo ministro. Fondò una nuova formazione politica, «Rafi». Alle elezioni del 1965 ottenne il 7,9% dei voti, conquistando 10 seggi.
Nel 1968 accettò la riunificazione del «Rafi» con il «Mapai» e un'altra formazione minore. Nacque «Ha'Avodà», conosciuto in occidente come Partito Laburista Israeliano.
Nel 1970, all'età di 84 anni, Ben Gurion si dimise dalla Knesset e si ritirò a vita privata.
Morì nel 1973. Venne sepolto accanto alla moglie Paula nel kibbutz di Sde-Boker. Sulla sua lapide vennero scritte semplicemente la data di nascita, di morte e dell'immigrazione in Israele.

## Opere
- Il Sionismo, prefazione di Sergio Minerbi, Milano, Luni Edizioni, 2000, pp. 99, Collana «Biblioteca di Storia Contemporanea» (13).